# Cholitas escaladores de Bolívia
Les cholitas escaladores de Bolívia són un grup de dones aimares bolivianes format el 2015 i que escalen muntanyes amb els seus vestits tradicionals. Són dones que, amb les seves famílies, treballen com a cuineres en campaments de muntanya, guies de suport o portadores dels equips d'escaladors professionals.

## Història del grup
Cholas o cholitas és com els espanyols anomenaven les dones indígenes del camp a l'Altiplà andí que anaven a la ciutat amb els seus vestits tradicionals, amb la pollera (la faldilla tradicional), l'aguayo (la manta de colors que usen com mocador de fer farcells), i barret. Amb el projecte d'escalada, un grup de cholitas va voler trencar els estereotips que les consideren només com a servidores i combatre la discriminació que pateixen per ser dones i aimares. No van voler prescindir de les seves polleras perquè són el símbol màxim de la seva identitat. Una d'elles, Lidia Huayllas, va dir: «Para hacer las cumbres no hemos dejado nuestra vestimenta porque es lo que siempre nos ha caracterizado. Tampoco podríamos dejarla. Hemos demostrado que las señoras de pollera, las cholitas, sí pueden subir con su propia ropa.»
La primera escalada del grup, constituït per dones d'entre vint-i-quatre i cinquanta anys, van fer-la a l'Huayna Potosí, una muntanya de 6.090 metres, propera a La Paz; el 14 de desembre 2015 en van fer el cim. Van seguir altres muntanyes d'alçada superior al 6.000 metres: a Bolívia, el Cerro Acotango, Parinacota, Pomarapi, Illimani i el Nevado Sajama, i el 23 de gener de 2019, dues dones d'una expedició formada per cinc cholitas van fer el cim de l'Aconcagua, que amb gairebé 7.000 metres, és la muntanya més alta del continent americà. Després de l'escalada a l'Aconcagua, el gran repte de les cholitas és fer el cim de l'Everest. El novembre de 2021, les cholitas van tornar a fer el cim de l'Illimani amb un missatge en favor de la pau i de l'erradicació de la violència envers les dones i com homenatge a les dones víctimes de feminicidi, que a Bolívia, aquell any ja eren cent dones assassinades quan es va fer l'expedició.
El 2019, la revista Vogue Latinoamericana va dedica a les cholitas una de les cinc portades especials de celebració del seu 20è aniversari. Un equip de la revista havia viatjat per l'Amèrica Llatina a la cerca de d'històries protagonitzades per dones que haguessin trencat les barreres d'allò que es considera convencional.

## Lascholitasal cinema
La història d'aquestes dones ha estat portada al cinema per Jaime Murciego i Pablo Iraburu. Un equip de filmació va acompanyar cinc cholitas (Lidia Huayllas, Dora Magueño, Cecilia Llusco, Elena Quispe i Ana Lía Gonzales) en la seva escalada a l'Aconcagua i el resultat va ser el documental Cholitas, que va estrenar-se el desembre de 2019 en el Festival Internacional de Cinema de Muntanya BBK Mendi Film, a Bilbao, aconseguint-ne el premi del jurat. La idea de fer el documental va ser de Murciego, per aquí el film va ser la seva opera prima com a llargmetratge. Després va presentar-se en altres festivals, entre els quals el Festival BBVA de Cinema de Muntanya de Torelló. Sobre l'escalda i la filmació, Murciego va declarar que no volia fer una pel·lícula per descriure els aspectes tècnics de l'escalda, sinó per entendre les motivacions, inquietuds i raons que havien dut aquelles dones a sortir del seu rol tradicional i plantejar-se un repte d'aquelles dimensions.

### Reconeixement
Cholitas va ser presentada en diversos festivals de cinema i va rebre els següents guardons:
- Premi del Jurat del Festival Internacional de Cinema de Muntanya BBK Mendi Film Bilbao-Bizkaia 2019.[12]
- Premi Diable d'Or en la categoria de Muntanya, del Club Alpí Suís, en el Festival Internacional de Cinema Alpí dels Diablerets (Festival International du Film Alpin des Diablerets, FIFAD) de 2020.[12][13]
- Premi del Club Alpí Italià en el Festival de Cinema de Muntanya del Cerví (Itàlia), 2020.[14][15]
- Premi a la millor pel·lícula de Muntanya del Ladek Mountain Festival, de Polònia, 2020.[12]
- Premi del Public al millor documental en la 36a edició del Chicago Latino Film Festival, 2020.[12]
- Premi del Públic de l'edició de 2020 del Festival de Cinema de Trento, especialitzat en cinema de muntanya, exploració, alpinisme i cultura muntanyenca i ambiental.[16]
- Premi "Ojo Internacional" del 16è Festival Internacional de Cinema dels Drets Humans de Bolívia 2020, en la categoria de migmetratge.[17]

Cholitas va tenir set candidatures als Premis Goya 2021 per optar als premi a millor pel·lícula, millor guió original, millor música original, millor direcció de producció, millor muntatge, millor so i millor pel·lícula documental.